# Fillol (Barcelona)
Fillol es una localidad española del municipio de Sant Martí de Tous, perteneciente a la provincia de Barcelona, en la comunidad autónoma de Cataluña.

## Toponimia
El nombre del lugar puede encontrarse referido con las variantes Fillol y Fiol.

## Historia
Hacia mediados del siglo XIX, el lugar, por entonces con ayuntamiento propio, tenía contabilizada una población de 69 habitantes. Aparece descrito en el octavo volumen del Diccionario geográfico-estadístico-histórico de España y sus posesiones de Ultramar de Pascual Madoz de la siguiente manera:

FILLOL ó FIOL: l. con ayunt. en la prov., aud. terr., c g. de Barcelona (12 leg.), part. jud. de Igualada (3), dióc. de Vich. sit. en terreno montuoso, con buena ventilacion y clima saludable. Tiene una igl. parr. (San Cristóbal), servida por un cura de ingreso, de la que son anejas las de Sta. Maria de Roqueta y San Pedro de Godo. El térm. confina con Tous, Miralles y Roqueta. El terreno es escabroso y de mediana calidad; le cruzan varios caminos locales. El correo se recibe de la cab. del part. prod.: trigo, vino y legumbres. pobl.: 7 vec., 30 alm. cap. prod.: 537,600. imp.: 13,440.
(Madoz, 1847, p. 99)

En la actualidad pertenece al municipio de Sant Martí de Tous. En 2022, tenía empadronados 14 habitantes.

## Patrimonio
En el lugar hay una iglesia bajo la advocación de San Cristóbal.